# 1907 a jogalkotásban
1907-ben az alábbi jogszabályokat alkották meg:

## Magyarország

### Törvények
- 1907. évi I. törvénycikk A birói és ügyészi szervezet módositásáról
- 1907. évi II. törvénycikk A dunai halászat védelme és kihasználása tárgyában Romániával 1903. évi január 31-én kötött egyezmény beczikkelyezéséről
- 1907. évi III. törvénycikk A hazai ipar fejlesztéséről
- 1907. évi IV. törvénycikk A marokkói reformok tárgyában Algecirasban tartott nemzetközi értekezlet főokmányának beczikkelyezéséről
- 1907. évi V. törvénycikk A mértékekről, ezek használatáról és ellenőrzéséről
- 1907. évi VI. törvénycikk A tengeri szabadhajózásban foglalkoztatott magyar kereskedelmi hajóknak, valamint a tengeri hajók épitésének állami segélyben és kedvezményekben való részesitéséről
- 1907. évi VII. törvénycikk A közös hadsereg és haditengerészet, valamint a honvédség ujonczlétszámának az 1907. évre való megállapitása tárgyában
- 1907. évi VIII. törvénycikk Az 1907. évre kiállitandó ujonczok megajánlásáról
- 1907. évi IX. törvénycikk 1907. évi állami költségvetésről
- 1907. évi X. törvénycikk A koronaérték megállapitásáról szóló 1892. évi XVII. törvénycikk további kiegészitéséről
- 1907. évi XI. törvénycikk Az 1892. évi XVIII. törvénycikk alapján a magyar szent korona országainak kormánya és a birodalmi tanácsban képviselt királyságok és országok kormánya között az érme- és pénzrendszerre vonatkozólag kötött szerződést kiegészitő ujabb pótszerződésről
- 1907. évi XII. törvénycikk Lotz Károly művészi hagyatékának az állam részére való megszerzéséről
- 1907. évi XIII. törvénycikk Az "Országos Ráth György Muzeum" létesítéséről
- 1907. évi XIV. törvénycikk  A bicske-székesfehérvár-sárbogárdi helyi érdekü vasut részvénytársaság székesfehérvár-sárbogárdi és székesfehérvári-bicskei vasutvonalainak épitésére és üzletére kiadott engedélyokiratnak és engedélyokirati függeléknek egyesitése tárgyában
- 1907. évi XV. törvénycikk  Az eger-putnoki helyi érdekü vasut engedélyezése tárgyában
- 1907. évi XVI. törvénycikk Az 1887. évi XX., 1891. évi X. és 1896. évi IV. törvénycikkek módositásáról
- 1907. évi XVII. törvénycikk A polgári törvénykezési rendtartásnak és a sommás eljárásról szóló 1893:XVIII. tc.-nek módositása tárgyában
- 1907. évi XVIII. törvénycikk A bünvádi perrendtartásról szóló 1896:XXXIII. tc. módositása és kiegészitése tárgyában
- 1907. évi XIX. törvénycikk Az ipari és kereskedelmi alkalmazottaknak betegség és baleset esetére való biztositásáról
- 1907. évi XX. törvénycikk A balaton-vidéki vasut megépitéséről
- 1907. évi XXI. törvénycikk A kisküküllővölgyi helyi érdekü vasut részvénytársaság küküllőszög-sóváradi és sóvárad-parajdi vasutvonalainak épitésére és üzletére kiadott engedélyokiratnak és engedélyokirati függeléknek egyesitése tárgyában
- 1907. évi XXII. törvénycikk A közönséges bűntettesek kölcsönös kiadatása iránt Görögországgal 1904. évi deczember hó 21/8-ik napján kötött államszerződés beczikkelyezéséről
- 1907. évi XXIII. törvénycikk  Az állami számvevőszékek szervezetére vonatkozó 1880:LXVI. és 1893:XXX. törvénycikkek módositásáról
- 1907. évi XXIV. törvénycikk Az ügyvédi rendtartásról szóló 1874:XXXIV. törvénycikk módositása tárgyában
- 1907. évi XXV. törvénycikk A közösügyi kiadásokból a magyar szent korona országaira eső, de törvényhozásilag még nem engedélyezett összegeknek, mint a magyar szent korona országait terhelő kiadásoknak törvénybe iktatásáról
- 1907. évi XXVI. törvénycikk Az állami elemi népiskolai tanitók illetményeinek szabályozásáról és az állami népiskolák helyi felügyeletéről
- 1907. évi XXVII. törvénycikk A nem állami elemi népiskolák jogviszonyairól és a községi és hitfelekezeti néptanitók járandóságairól
- 1907. évi XXVIII. törvénycikk A dicsőségesen uralkodó I. Ferencz József király megkoronáztatása negyvenedik évfordulójának emlékére alkotandó müvekről
- 1907. évi XXIX. törvénycikk A m. kir. államvasutak és a magyar kir. posta- és távirdaintézet részére beszerzendő forgalmi eszközök, valamint a m. kir. államvasutak állomásain és vonalain szükséges beruházások költségeinek fedezéséről
- 1907. évi XXX. törvénycikk A sopron-kőszegi helyi érdekü vasut engedélyezése tárgyában
- 1907. évi XXXI. törvénycikk A marokkói sáska irtásáról
- 1907. évi XXXII. törvénycikk A török beviteli értékvámok felemeléséhez való hozzájárulásról
- 1907. évi XXXIII. törvénycikk Az 1907. évi pécsi mező- és erdőgazdasági, ipari és művészeti országos kiállitás állami támogatásáról
- 1907. évi XXXIV. törvénycikk Az ország szent koronája egyik őrének megválasztásáról
- 1907. évi XXXV. törvénycikk Az állami vasgyárak beruházási költségeinek fedezéséről
- 1907. évi XXXVI. törvénycikk Az országos közlekedési tanácsról
- 1907. évi XXXVII. törvénycikk A karánsebes-hátszegi helyi érdekü vasut engedélyezése tárgyában
- 1907. évi XXXVIII. törvénycikk  Az oravicza-németbogsán-resiczabányai helyi érdekü vasut engedélyezése tárgyában
- 1907. évi XXXIX. törvénycikk A temesvár-varjasi helyi érdekü vasut engedélyezése tárgyában
- 1907. évi XL. törvénycikk A fogaras-brassói helyi érdekü vasut engedélyezése tárgyában
- 1907. évi XLI. törvénycikk A szlavoniai-drávavidéki helyi érdekü vasut részvénytársaság részére engedélyezett vasutvonalak engedélyokiratának és engedélyokirati függelékeinek egyesitése, továbbá a vasuthálózat kiegészitéseként Beliscétől Eszékig és a moslavina-vörösmajori iparvasut felhasználásával Moslavinától-Vörösmajorig tervezett vasutvonalak engedélyezése tárgyában
- 1907. évi XLII. törvénycikk A borsavölgyi gazdasági vasut engedélyezése tárgyában
- 1907. évi XLIII. törvénycikk A duna-ipolyvölgyi helyi érdekü vasut engedélyezése tárgyában
- 1907. évi XLIV. törvénycikk Az országos ipartanácsról
- 1907. évi XLV. törvénycikk A gazda és a gazdasági cseléd közötti jogviszony szabályozásáról
- 1907. évi XLVI. törvénycikk A gazdasági munkásházak épitésének állami támogatásáról
- 1907. évi XLVII. törvénycikk A koronaérték megállapitásáról szóló 1892. évi XVII. törvénycikk további kiegészitéséről
- 1907. évi XLVIII. törvénycikk Az 1892. évi XVIII. törvénycikk alapján a magyar szent korona országainak kormánya és a birodalmi tanácsban képviselt királyságok és országok kormánya között az érme- és pénzrendszerre vonatkozólag kötött szerződést kiegészitő ujabb pótszerződésről
- 1907. évi XLIX. törvénycikk A vasuti szolgálati rendtartásról
- 1907. évi L. törvénycikk A magyar királyi államvasutak évi fizetéssel biró alkalmazottai illetményeinek rendezéséről
- 1907. évi LI. törvénycikk Miskolcz rendezett tanácsu városnak törvényhatósági joggal felruházásáról
- 1907. évi LII. törvénycikk Az 1908. év első hat hónapjában viselendő közterhekről és fedezendő állami kiadásokról
- 1907. évi LIII. törvénycikk Az autonom vámtarifáról
- 1907. évi LIV. törvénycikk Az Ausztriával kötött némely gazdasági és pénzügyi megegyezés jóváhagyásáról
- 1907. évi LV. törvénycikk Arról az arányról, a melyben a magyar korona országai az 1867. évi XII. törvényczikkben közösöknek elismert állami ügyek terheihez hozzájárulnak
- 1907. évi LVI. törvénycikk A külkereskedelmi és forgalmi viszonyok ideiglenes rendezéséről
- 1907. évi LVII. törvénycikk A konzuli biráskodás szabályozásáról szóló 1891:XXXI. tc. hatályának meghosszabbitásáról
- 1907. évi LVIII. törvénycikk A vármegyei közigazgatás rendezéséről szóló 1891:XXXIII. törvénycikk hatályon kivül helyezéséről
- 1907. évi LVIX. törvénycikk Az állami és a törvényhatósági alkalmazottak nyugdijviszonosságának szabályozásáról
- 1907. évi LX. törvénycikk A magyar királyi közigazgatási biróság hatáskörének kiterjesztéséről
- 1907. évi LXI. törvénycikk A hatásköri biróságokról

### Egyéb jogszabályok
- 107709/1907. KM számú rendelet az ipari minták oltalmáról